# اوتسوبو مونوگاتاری

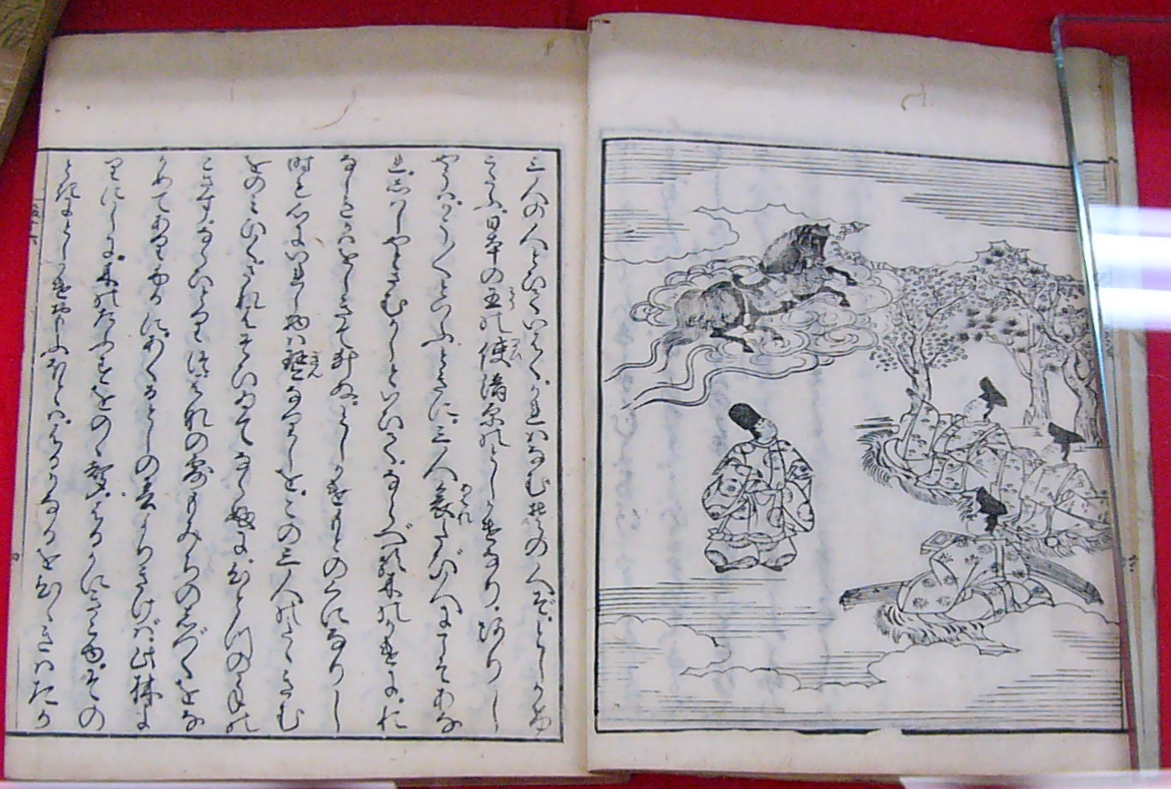
چاپ ۱۸۰۹ میلادی

اوتسوبو مونوگاتاری (به ژاپنی: うつほ物語 Utsubo Monogatari)، یک داستان ژاپنی در اواخر قرن دهم است. این داستان قدیمی‌ترین روایت کامل ژاپن است.